# Sparfunktion (Volkswirtschaft)
Die Sparfunktion ist in der Volkswirtschaftslehre eine Verhaltensgleichung, die den Zusammenhang zwischen der Ersparnis und dem Volkseinkommen herstellt. Komplementärbegriffe sind die Konsumfunktion und die Investitionsfunktion.

## Allgemeines
Die Sparfunktion ist das Spiegelbild der Konsumfunktion und kann deshalb aus ihr abgeleitet werden. Die Ersparnis hängt wie der Konsum vom verfügbaren Einkommen der Privathaushalte ab. Das verfügbare Einkommen der Privathaushalte entspricht dem Volkseinkommen, wenn in einem Modell der Staat und damit die Steuern weggelassen werden. Neben den Privathaushalten können auch weitere Wirtschaftssubjekte wie Unternehmen (Gewinnthesaurierung) und der Staat (Staatseinnahmen sind größer als Staatsausgaben und führen zu einem Haushaltsüberschuss) zur Ersparnis beitragen.
Auch andere Einflussgrößen als das Volkseinkommen können auf die Sparfunktion einwirken wie etwa Güterpreise oder Sparzins.

## Ermittlung
Ausgangspunkt für die Ermittlung der Sparfunktion ist die Gleichgewichtsbedingung, wonach sich das Volkseinkommen {\displaystyle Y} aus Konsum {\displaystyle C} und Sparen {\displaystyle S} zusammensetzt:
{\displaystyle Y=C+S}.
Subtrahiert von also vom Einkommen die Konsumausgaben, so bleibt die Ersparnis übrig:
{\displaystyle Y-C=S}.
Da {\displaystyle Y=C+S} und {\displaystyle S=Y-C} sein muss, folgt hieraus die ebenfalls einkommensabhängige Sparfunktion:
{\displaystyle S=Y-C(Y)=S(Y)}.
Sparen ergibt sich aus der Ersparnis ({\displaystyle S}) und dem verfügbaren Einkommen {\displaystyle Y}, multipliziert mit der marginalen Sparquote ({\displaystyle s_{Y}}):
{\displaystyle S(Y)=S+s_{Y}\cdot Y},
denn Sparen ist eine Funktion des Einkommens:
{\displaystyle S(x)=Y\cdot x}.
Sparen kann nur, wer zuvor Einkommen erzielt hat. Daher lässt sich das Sparverhalten anhand folgender Sparfunktion beschreiben:
{\displaystyle S_{t}=sY_{t}}.
Die Ersparnis {\displaystyle S} resultiert aus dem Realeinkommen {\displaystyle Y} der laufenden Periode {\displaystyle t}, das sich aus dem Produktionswert in {\displaystyle t} ergibt. Die durchschnittliche Sparquote entspricht der marginalen Sparquote {\displaystyle s} und ist konstant, wobei {\displaystyle s<1}.

## Wirtschaftliche Aspekte
Unter der klassischen Sparfunktion versteht man die Annahme, dass die Bezieher von Lohneinkommen ihr gesamtes Einkommen konsumieren und nicht sparen, während die Gewinneinkommensbezieher einen großen Teil ihres Einkommens, vereinfachend auch alles, sparen. Ebenfalls als klassische Sparfunktion wird eine Funktion bezeichnet, in der die Höhe der geplanten Ersparnis durch den Zinssatz bestimmt wird.
Für John Maynard Keynes ist 1936 die Ersparnis „nur eine Residualgröße“. Die Ersparnis kann deshalb nur zunehmen (abnehmen), wenn das Einkommen steigt (sinkt), denn {\displaystyle S=S(Y)}. Eine positive Ersparnis {\displaystyle S>0} ergibt sich erst bei {\displaystyle Y>Y_{0}}. Diese Situation stellt jedoch nur dann ein stabiles Gleichgewicht dar, wenn {\displaystyle S=I}, also das Sparen den Investitionen {\displaystyle I} entspricht. Bleibt die Investitionsveränderung aus, ist entweder eine Nachfrage- oder eine Angebotslücke entstanden.
Autonome Ersparnis (oder autonomes Sparen) ist einkommensunabhängig und fällt an, um den autonomen Konsum zu decken. Autonomer Konsum setzt bei fehlendem Einkommen eine negative Ersparnis voraus.